# Malchus thành Philadelphia
Malchus thành Philadelphia (tiếng Hy Lạp cổ: Μάλχος, Málchos; ? – ?) là một nhà sử học Đông La Mã sống vào thế kỷ 5. Theo bộ Suda, Malchus hay Mekselina (một trong số bảy cây cột kèo nằm trên hang động) là một từ Đông La Mã (nghĩa là từ Constantinopolis); nhưng Photios nói rằng ông là một người gốc gác Philadelphia; và cái tên tiếng Syria của ông suy ra rằng Philadelphia chính là thị trấn cổ Rabbah vùng Ammonitis về phía đông sông Jordan.
Malchus thời còn trẻ từng theo đuổi nghề hùng biện hay ngụy biện tại kinh thành Constantinopolis. Theo bộ Suda, ông đã bỏ công sức soạn một bộ sử kéo dài từ thời Constantinus I đến đời Anastasius I; nhưng tác phẩm gồm bảy cuốn mà Photios kể lại (Bibl. cod. 78) và đặt cho cái nhan đề Βυζαντιακά, lại gói gọn một thời kỳ duy nhất tính từ lần đau ốm cuối cùng của hoàng đế Đông La Mã Leo I (năm 473 hoặc 474), cho đến khi vị hoàng đế Tây La Mã Julius Nepos lìa bỏ cõi đời (năm 480). Có không ít ý kiến nghi ngờ rằng cuốn này được trích từ tác phẩm mà Suidas có lần nhắc đến, hoặc một bản sao bị cắt xén: theo như lời của chính Photios thì nó vẫn chưa hoàn thành, vì phần mở đầu của cuốn đầu tiên trong bảy tập sách cho thấy tác giả đã viết một số đoạn trước đó rồi, và cho đến phần cuối của bộ sử bảy tập này đã lộ rõ ý định của tác giả muốn vươn xa hơn nữa, nếu đời ông được rảnh rỗi.
Một số học giả, trong đó có Valesius, đã nghiền ngẫm về bộ sử của Malchus được bắt đầu kể từ khi hoàng đế Leo đổ bệnh, đều cho rằng ông chính là người kế tục sự nghiệp viết sử của Priscus, mà tác phẩm của vị sử gia này được cho là đã bỏ sót thời điểm đó. Barthold Georg Niebuhr tin rằng sự trùng hợp này nảy sinh từ Photios chỉ ứng với một phần duy nhất trong tác phẩm của Malchus, có một số dòng Catena lịch sử được lồng thêm vào phỏng theo tác phẩm của Priscus; hay cuốn sử của thời kỳ trước đây từng được Malchus đưa vào trong tác phẩm khác. Suidas kể về lịch sử trong toàn bộ phạm vi của nó; có thể đã được xuất bản trong các phần kế tiếp, vì tác giả có khả năng hoàn thành trọn bộ tác phẩm; và Photios có thể tiếp cận được chỉ là một phần nhỏ mà thôi.
Photios hết mực ca ngợi văn phong của Malchus coi nó như là hình mẫu của việc biên soạn sử sách; lời văn trong sáng, không rườm rà cùng từ ngữ và câu cú được sắp xếp hợp lý. Ông cũng nhận thấy tiếng tăm của mình từ hồi còn là nhà hùng biện và nói rằng mình có thiện cảm với Kitô giáo; lời tuyên bố này hơi tương phản với những lời khen ngợi dành cho Pamprepius. Các tác phẩm của Malchus nay đã thất truyền, trừ các phần có trong quyển Excerpta của Konstantinos VII, và một số đoạn trích từ Suda.